# نزح وضعي
النزح الوضعي (بالإنجليزية: Postural drainage)‏ هو أحد أنواع النزح التي تستخدم في حالة توسع القصبات وخراج الرئة.
يمال الجسم بحث تكون القصبة الهوائية إلى الأسفل ومستواها أدنى من مستوى المنطقة المصابة في الصدر. إن النزح الوضعي ضروري للمرضى المصابين بتوسع القصبات ويجب أن يتلقى المريض علاجا فيزيائيا ويتم تدريبه على وضعه جسمه بحيث يكون فص الرئة المصاب في الأعلى ثلاث مرات يوميا لمدة نصف ساعة. العلاج يقترن بتقنية لتخفيف الإفرازات تدعى بقرع الصدر. قرع الصدر يتم بواسطة الضرب على الصدر أو الظهر بيد مقعرة عند الضرب. كما يمكن استخدام هزاز ميكانيكي في بعض الحالات لتخفيف الإفرازات.
هنالك أوضاع للنزح لكل أجزاء الرئة، ويمكن تغيير الوضع بحسب حالة المريض.
قد يتبع النزح الوضعي تمارين على التنفس للمساعدة في نفث الإفرازات من المسالك الهوائية.